# Bryum norvegicum
Bryum norvegicum är en bladmossart som beskrevs av Warnstorf in G. Roth 1904. Bryum norvegicum ingår i släktet bryummossor, och familjen Bryaceae. Inga underarter finns listade i Catalogue of Life.